# Evy Kuijpers
Evy Kuijpers (Lierop, 15 febbraio 1995) è una ciclista su strada e ciclocrossista olandese che corre per il team Fenix-Deceuninck.

## Palmarès

### Strada
- 2024 (Fenix-Deceuninck)

GP Lucien Van Impe

### Cross
- 2012-2013

Campionati olandesi, Junior

## Piazzamenti

### Grandi giri
- Giro d'Italia

2024: 95ª
- Tour de France

2023: 104ª

### Competizioni europee
- Campionati europei su strada

Goes 2012 - In linea Junior: 54ª
Nyon 2014 - In linea Under-23: 62ª
Tartu 2015 - In linea Under-23: ritirata